# Maják na ostrově Matagorda
Maják na ostrově Matagorda (anglicky Matagorda Island Light) v okrese Calhoun v americkém Texasu byl postaven v roce 1851 a spuštěn 21. prosince 1852, aby naváděl lodě do zálivu Matagorda přes přirozený průliv Pass Cavallo. Jako hlavní materiál byla použita litina a původně se maják tyčil do výšky 17 metrů. Nicméně, kvůli mnohačetným bouřím byl podmílán a písečné podloží pod ním vyplavováno, a tak musel být nakonec v roce 1857 přestavěn. Místo, kde stál, bylo vyvýšeno, a jeho celková výška se tak zvedla o 7,3 metru, čímž se zlepšila také jeho dohlednost pro lodě. V roce 1859 pak byla ještě instalována nová čočka.